# Velódromo de Mánchester
El Velódromo de Mánchester (en inglés: Manchester Velodrome) es un velódromo bajo techo o velódromo de ciudad deportiva, localizado en Mánchester, Reino Unido que forma parte del Centro Nacional de Ciclismo. Abrió sus puertas en septiembre de 1994 y mantuvo la única pista olímpica estándar bajo techo en el Reino Unido durante 18 años, antes de la finalización del London Velopark para los Juegos Olímpicos de Verano de 2012. Un velódromo fue propuesto como parte de la oferta de Mánchester para los Juegos Olímpicos de 1996 y 2000, los cuales fueron otorgados finalmente a Atlanta y Sídney. Mánchester fue seleccionada como sede de los Juegos de la Mancomunidad de 2002, y el velódromo y el Estadio de la ciudad de Mánchester fueron elementos centrales de la ciudad deportiva.